# Фаустина Ковальська
Свята Марія Фаустина Ковальська (пол. Maria Faustyna Kowalska; 25 серпня 1905, Глоговець, Губернія Каліська, Царство Польське, Царська Росія — 5 жовтня 1938, Краків, Спільна Справа Польська) — католицька свята, проповідниця Божого Милосердя, містичка.

## Біографія
Народилася у багатодітній, бідній і побожній селянській родині Станіслава та Маріани Ковальських. Була третьою дитиною з десяти. 27 серпня 1905 року охрещена у костелі у Сьвініце-Варцькі й отримала ім'я Гелена. Вчилася у школі лише три роки. Від семи років життя відчувала потяг до монашого життя, але батьки не давали Гелені згоди. У свої 16 років покинула родинний дім задля заробітку і допомоги родині.
У липні 1924 року Гелена отримала видіння страждаючого Ісуса, після чого прийняла тверде рішення до вступу до монастиря, навіть без згоди батьків. З 1 серпня 1925 року — в монастирі Сестер Матері Божої Милосердя у Варшаві, де отримала ім'я сестра Марія Фаустина.
З січня 1926 року перебувала в новіціаті у Кракові.
Після першого року новіціату з'явилися надзвичайно болісні містичні випробування, а пізніше духовні і моральні страждання, пов'язані намаганням здійснити посланництва, яке отримала від Христа Господа.
30 квітня 1928 року складає перші монаші обіти.
31 жовтня 1928 року виїзджає до Варшави, до монастиря, працює на кухні, відноситься до другого хору (підрозділу) сестер-помічниць (на відміну від сестер-директорок).
З 21 лютого по червень 1929 року тимчасово знаходиться у Вільно.
У травні чи червні 1930 року переїздить до дому згромадження у Плоцьку, де 22 лютого 1931 року бачить видіння Ісуса Христа, який наказує с.Фаустині створити Його образ. 
1 травня 1933 року складає вічні обіти у Кракові.
25 травня 1933 року переїзджає до монастиря у Вільно.
Св. Фаустина своє життя віддала справі рятування душ грішників. Є багато свідчень сестер та її духовного керівника о.Міхала Сопочка про те, як сестра Фаустина молитвою та власною жертвою помагала іншим. Також .св.Фаустина мала видіння зруйнованої Варшави і знала, що на Польщу чекають важкі випробування. Тому вона також жертвувала свої хвороби і болі і за батьківщину, а також за навернення росії.

### Образ Божого милосердя

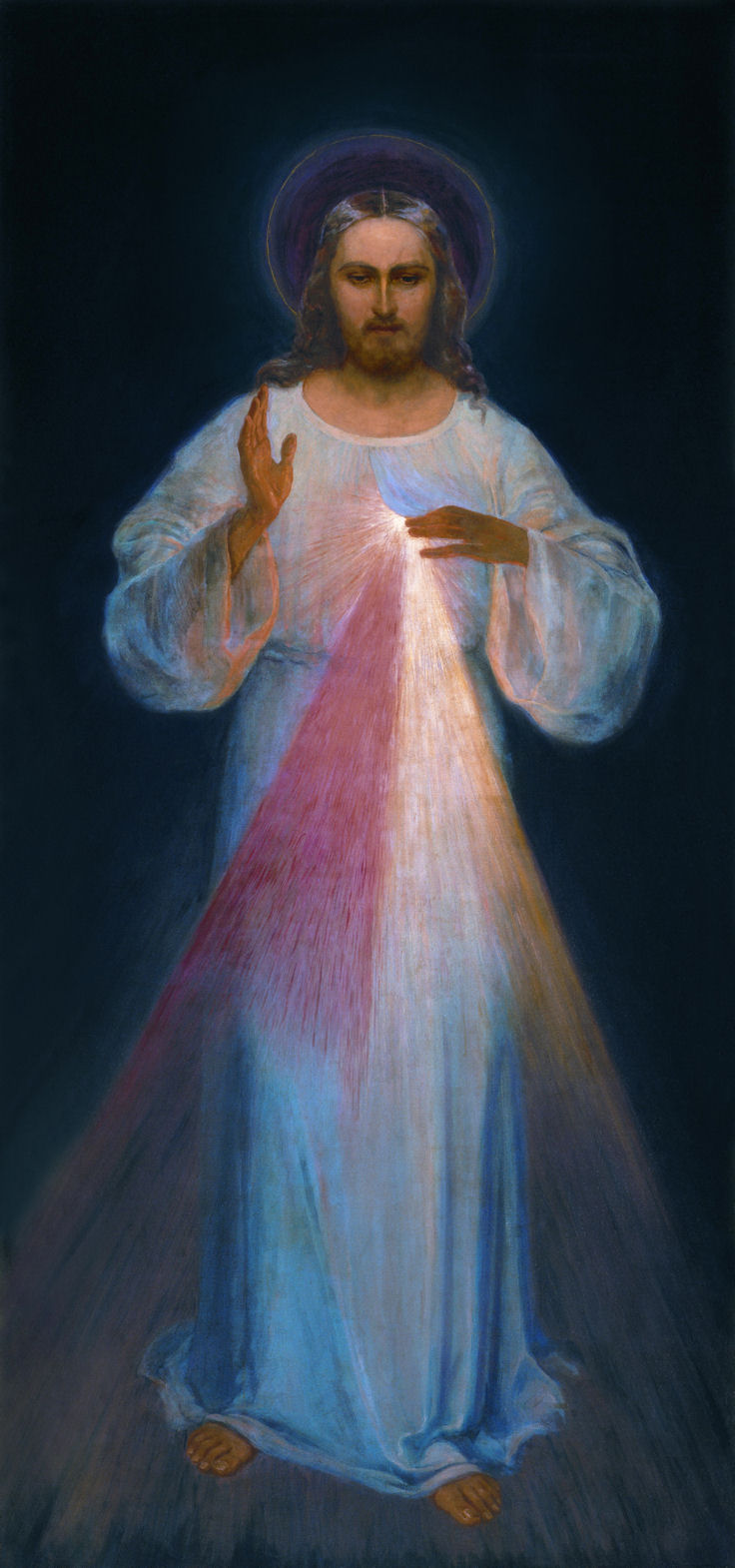
Образ Божого милосердя

22 лютого 1931 року, під час об'явлення, Ісус попросив намалювати його зображення таким, яким його побачила у свох видіннях с. Фаустина.
|  | Одна рука була піднесена вгору, благословляючи, а інша доторкалася одягу на грудях. З відхиленої тканини на грудях виходили два великі промені, один червоний, а інший – блідий. |

Зараз цей образ у вигляді ікони Ісуса Милосердного вшановують католики всього світу.
У лютому 1931 року, під час об'явлення у Плоцьку, Ісус виразив також волю встановлення свята Божого Милосердя. Днем прославлення найбільшої з Божих рис і одночасно часом благодаті мала бути перша неділя по Великодню. 
Духовним наставником с. Фаустини був священник о. Міхал Сопочко, який починаючи з літа 1933 року став її сповідником і брав активну участь у створенні образу Ісуса Милосердного та встановлення свята Божого Милосердя. 

### Милосердя Боже в моїй душі. Щоденник.
Глибину  духовного життя св.Фаустини розкриває «Щоденник Боже Милосердя». Сповідник с.Фаустини о.М.Сопочко наказав їй записувати свої переживання, свідчення, видіння. Перший запис у Щоденнику датовано 28 липня 1934 року. Щоденник сестри Марії Фаустини Ковальської становить явище письменства, а також католицької містики. Твір цей — щиросердечне і непретензійне зізнання людини з усіх складних перипетій щодо здійснення її прагнення поєднатись з Богом, туги за Всевишнім, злетів і душевної пітьми на шляху до втілення мрії. Щоденник правильніше було б назвати пам'яткою-свідоцтвом. Текст щоденника Боже Милосердя рясніє натхненнями, які були передані Ісусом Христом сестрі Фаустині для того, щоби вона не лише записувала їх, але й сповіщала людям, поширюючи по цілому світі.

### Останні роки життя
21 березня 1936 року сестра Фаустина приїзджає до Варшави і майже одразу вирушає до Валендова.
Після недовгого перебування у домах Згромадження у Валендові та Дердах переїздить до монастиря в Кракові у травні 1936 року.
В цей час крім моральних терпінь, пов'язаних з несприйняттям місії сестри Фаустини та «ночі духу», вона зазнавала важких фізичних страждань. Сухоти, на які  хворіла с.Фаустина, поступово поширились на легені та стравохід, внаслідок чого вона не могла приймати просту важку їжу, яка складала звичний раціон у монастирі.
Після лікарського огляду з грудня 1936 по березень 1937 року перебувала в шпиталі в Пруднику.
У квітні 1938 року стан с. Фаустини знову погіршився, вона знов потрапляє до лікарні де перебуває до 17 вересня 1938 року.
В цей час страждань сестра Фаустина мала виняткові стосунки з Ісусом, Дівою Марією, св.Йосифом, які спонукали її жертвувати себе і свої страждання за інших, навчали духовної мудрості та покори. 
Померла 5 жовтня 1938 року в 33-річному віці. Похована на монастирському цвинтарі у Кракові — Лагевниках, а в 1966 році перепохована у каплиці.

## Беатифікаційний процес та вшанування
- 31 січня 1968 року Декретом Конгрегації в справах святих було розпочато беатифікаційний процес Слуги Божої св. Фаустини.
- 7 березня 1992 року Святіший Отець Іван-Павло II підтвердив геройські чесноти Марії Фаустини Ковальської і підтримав беатифікаційний процес.
- 18 березня 1993 року Святіший Отець Іван-Павло II проголосив Марію Фаустину Ковальську блаженною.
- 30 квітня 2000 року в Римі відбулася канонізація сестри Марії Фаустини Ковальської.
- 25 вересня 2002 року римо-католицька парафія св. Казіміра у Свініцах-Варських, у якій майбутня свята прийняла хрещення, перетворена на Санктуарій Хрещення та Народження св. Фаустини.[11]
- З 2003 року відбуваються велосипедні прощі до місця народження святої — с. Голговець[12].

Беатифікувавши сестру Фаустину, Христова Церква тим самим визнала, що їй було дано істинне особисте одкровення.
Отже, щоденник сестри Марії-Фаустини є надією на те, що для багатьох ця книга стане втіхою і дорадницею у сум'ятті й труднощах життя.